# Élections européennes de 2004 en Tchéquie
Les élections européennes se sont déroulées les 11 juin et 12 juin 2004 en République tchèque pour désigner les 24 députés européens au Parlement européen, pour la législature 2004-2009. Les électeurs tchèques désignaient pour la première fois leurs députés européens, depuis l'entrée de leur pays dans l'Union européenne, le 1er janvier de la même année.

## Résultats
| Parti                           | Parti                                                       | Groupe au PE                    | Suffrages | Suffrages | Sièges |
| Parti                           | Parti                                                       | Groupe au PE                    | Nombre    | %         | Sièges |
| ------------------------------- | ----------------------------------------------------------- | ------------------------------- | --------- | --------- | ------ |
|                                 | Parti démocratique civique                                  | PPE-DE                          | 700 942   | 30,04     | 9      |
|                                 | Parti communiste de Bohême et Moravie                       | GUE/NGL                         | 472 862   | 20,26     | 6      |
|                                 | Union des indépendants-Démocrates européens                 | PPE-DE                          | 257 278   | 11,02     | 3      |
|                                 | Union chrétienne démocrate - Parti populaire tchécoslovaque | PPE-DE                          | 223 383   | 9,57      | 2      |
|                                 | Parti social-démocrate tchèque                              | PSE                             | 204 903   | 8,78      | 2      |
|                                 | Démocrates indépendants                                     | IND/DEM                         | 191 025   | 8,18      | 2      |
|                                 | Parti vert                                                  |                                 | 73 932    | 3,16      | 0      |
|                                 | Autres                                                      |                                 | 67 159    | 2,86      | 0      |
| Totaux                          | Totaux                                                      | Totaux                          | 2 332 862 | 100,0 %   | 24     |
| Blancs et nuls                  | Blancs et nuls                                              | Blancs et nuls                  | 13 148    | 0,49 %    | -      |
| Total (Participation : 28,32 %) | Total (Participation : 28,32 %)                             | Total (Participation : 28,32 %) | 2 346 010 | 100,00    | 24     |
| Inscrits                        | Inscrits                                                    | Inscrits                        | 8 283 485 |           |        |

## Analyse
Le Parti social-démocrate tchèque, alors à la tête du gouvernement, a souffert d'une lourde défaite, perdant de nombreuses voix en faveur des conservateurs du Parti démocratique civique et du Parti communiste de Bohême et Moravie. La débâcle de son parti a été l'une des causes de la démission du premier ministre Vladimír Špidla.